# Djurgårdens IF Fotboll 1978
Djurgårdens IF herrfotboll, säsongen 1978. Deltog i följande mästerskap: Allsvenskan och Svenska cupen.
Djurgården slutade femma i Allsvenskan 1978, men var laget som gjorde flest mål framåt, 50 stycken sammanlagt – mycket tack vare Tommy Berggren som vann den allsvenska skytteligan med 19 mål varav drygt hälften av dessa som nickmål.
Den 17 september 1978 vann Djurgården hemma på Stockholms Stadion mot Landskrona BoIS med hela 7–0 efter 4 mål av Tommy Berggren, 2 mål av Anders Grönhagen och 1 mål av Håkan Stenbäck (matchfakta), vilket är en av Djurgårdens största allsvenska segrar genom alla tider.

## Intern skytteliga 1978
Avser seriespelet:
- Tommy Berggren 19
- Anders Grönhagen 10
- Håkan Stenbäck 8
- Vito Knezevic 3
- Curt Olsberg 3
- Kjell Samuelsson 3
- Kjell Karlsson 2
- Björn Carlsson 1
- Birger Jacobsson 1

Källa: dif.se

## Spelartrupp 1978
Namn, allsvenska matcher och mål:
- Björn Alkeby	15 / 0 (målvakt)
- Lars Pettersson	11 / 0 (målvakt)
- Tommy Berggren	26 / 19	(anfallare)
- Anders Grönhagen	26 / 10	(anfallare)
- Håkan Stenbäck	26 / 8
- Jörgen Lindman	26 / 0		(back)
- Curt Olsberg	25 / 3
- Birger Jacobsson	25 / 1	(mittback)
- Sven Lindman	25 / 0	(back med fri roll)
- Kjell Samuelsson	24 / 3
- Vito Knezevic	22 / 3
- Tommy Davidsson	22 / 0	(kantspelare)
- Lars Stenbäck	12 / 0
- Kjell Karlsson	9 / 2
- Gary Williams	5 / 0
- Roger Lindevall	2 / 0
- Björn Carlsson	1 / 1

Spelsystem: det vanligaste systemet i Allsvenskan 1978 för Djurgården var renodlad 4-3-3.
Lagfoto 1978: www.dif.se/~upload/lag78_C58V.jpg

## Matcher 1978
Hemmaarena: 

### Allsvenskan 1978
Resultat för Djurgårdens IF säsongen 1978.
Tabellrad: plats 5 – 26 matcher 10 10  6   50-32   30p  (+18)
- 9/4	DIF - Örebro SK		2-0
- 15/4	Åtvidabergs FF - DIF		1-3
- 22/4	IFK Göteborg - DIF		2-1
- 30/4	DIF - Malmö FF		0-2
- 4/5	IFK Norrköping - DIF		2-1
- 8/5	DIF - Östers IF		1-2
- 11/5	DIF - AIK		0-0
- 8/7	Landskrona BoIS - DIF		1-1
- 17/7	DIF - Halmstads BK		4-0
- 26/7	Kalmar FF - DIF		2-2
- 30/7	DIF - Västerås SK		1-1
- 10/8	Hammarby IF - DIF		4-1
- 13/8	DIF - IF Elfsborg		1-0
- 20/8	IF Elfsborg - DIF		3-3
- 24/8	DIF - Hammarby IF		3-2
- 27/8	Västerås SK - DIF		0-0
- 6/9	Malmö FF - DIF		0-0
- 11/9	DIF - IFK Göteborg		1-1
- 17/9	DIF - Landskrona BoIS		7-0
- 21/9	AIK - DIF		0-4
- 24/9	Halmstads BK - DIF		2-2
- 7/10	DIF - Kalmar FF		1-1
- 11/10	Örebro SK - DIF		2-3
- 15/10	DIF - Åtvidabergs FF		0-1
- 22/10	DIF - IFK Norrköping		5-1
- 29/10	Östers IF - DIF		2-3

### Svenska cupen 1978
- 25/6	IFK Trelleborg - DIF		1-0